# Steve Womack
Stephen Allen Womack, detto Steve (Russellville, 18 febbraio 1957), è un politico statunitense, membro della Camera dei Rappresentanti per lo stato dell'Arkansas dal 2011.

## Biografia
Nato a Russellville, da giovane Womack si arruolò nell'esercito, dove prestò servizio per trent'anni. Nel frattempo lavorò come consulente per la Merrill Lynch e nel frattempo entrò in politica con il Partito Repubblicano.
Nel 1998 venne eletto sindaco della città di Rogers e fu riconfermato per altri due mandati.
Nel 2010 si candidò alla Camera dei Rappresentanti per il seggio lasciato da John Boozman e riuscì ad essere eletto deputato, per poi essere riconfermato nelle successive tornate elettorali.